# Paul Gonsalves
Paul Gonsalves (Brockton, 12 luglio 1920 – Londra, 15 maggio 1974) è stato un musicista statunitense.

## Biografia
Sassofonista jazz tenore d'origine di Capo Verde, era considerato uno dei migliori e più raffinati musicisti del suo strumento. È famoso per la performance al Festival jazz di Newport, con un formidabile assolo a 27-chorus nel mezzo dei due brani "Diminuendo in Blue and Crescendo in Blue" scritti nel 1937 da Duke Ellington.
Nacque a Brockton da genitori capoverdiani; il suo primo strumento fu la chitarra, e da bambino suonava canzoni folk portoghesi per la sua famiglia, cosa che veramente non gli piaceva.
Crebbe a New Bedford e divenne noto come membro della "Sabby Lewis Orchestra".
Il suo primo ingaggio fu a Boston, al sax tenore con la Sabby Lewis band, nella quale suonò prima e dopo il servizio militare durante la II guerra mondiale.
La carriera di Gonsalves non è stata soltanto nel gruppo di Ellington; dotato di una tecnica prodigiosa e di un timbro molto caldo e vellutato, ha suonato con le grandi band di Count Basie (1947-1949) e Dizzy Gillespie (1949-1950) prima del complesso di Ellington (1950-1974). I suoi riferimenti possono essere ritrovati certamente in Ben Webster , e , soprattutto in Coleman Hawkins,  verso il quale Paul ebbe sempre una sconfinata ammirazione.
Dal carattere timido ed introverso,  ma allo stesso tempo gentile e premuroso con tutti,   a causa della sua fragilità  mentale, Gonsalves ebbe una vita dedita all'alcol e droghe,  morì il 15 maggio 1974 per un'overdose a Londra pochi giorni prima della morte di Ellington (24 maggio 1974): a quest'ultimo il figlio Mercer Ellington non disse mai nulla circa la sorte del suo collaboratore, perché Duke ne avrebbe sofferto troppo, essendo ormai molto debole e malato (grande infatti era l'affetto di Ellington per questo sassofonista che, nel 1956, aveva di fatto risollevato la popolarità dell'orchestra ellingtoniana, caduta in ombra nel quinquennio 1951 - 1955).
Ed infatti, proprio la ristampa del disco del 1999 "Ellington at Newport - The Complete Album", restaurata dai nastri originali della radio "The Voice of America" (riesumati per caso a più di quaranta anni dall'evento), una edizione ampliata per includere l'intero concerto originale, ripropone in maniera limpida ed emozionante la performance che rese Gonsalves un nome di fama da primo posto.

## Vita privata
Uno dei figli di Paul Gonsalves, Renell, suonò la batteria nel gruppo R&B Brainstorm.

## Discografia
- Cookin' (1957)
- Diminuendo and Crescendo in Blue (1958)
- Ellingtonia Moods and Blues (1960)
- Gettin' Together (1961)
- Tenor Stuff (1961) con Harold Ashby
- Tell it the Way it is! (1963)
- Cleopatra - Feelin' Jazzy (1963)
- Salt and Pepper (1963) con Sonny Stitt
- Rare Paul Gonsalves Sextet in Europe (1963)
- Boom-Jackie-Boom-Chick (1964)
- Just Friends (1965)
- Change of Setting (1965) con Tubby Hayes
- Jazz Till Midnight (1967)
- Love Calls (1967)
- Encuentro (1968)
- With the Swingers and the Four Bones (1969)
- Humming Bird (1970)
- Just A-Sittin' and A-Rockin' (1970)
- Paul Gonsalves and his All Stars (1970)
- Paul Gonsalves Meets Earl Hines (1970)
- Mexican Bandit Meets Pittsburgh Pirate (1973)
- Paul Gonsalves Paul Quinichette (1974)